# شهرام شکیبا
شهرام شکیبا (زادهٔ ۱۷ آبان ۱۳۵۱) در تهران مجری، منتقد سینما، شاعر طنزپرداز، و بازیگر تلویزیون اهل ایران است. وی تاکنون در جشنواره‌های ادبی و طنز مختلفی به عنوان داور یا ناظر شرکت داشته است.
او همسر سابق مهسا ملک مرزبان مجری، نویسنده می‌باشد و پس از جدایی با ستاره سادات قطبی مجری رادیو و تلویزیون ازدواج کرده است.

## فعالیت‌ها

### نویسندگی
وی علاوه بر نوشتن مطالب طنز برای سایت‌ها و مجلات گوناگون تاکنون چند کتاب مستقل نیز به چاپ رسانده است، از جمله:
- دو تخم مرغ در مه (طنز سینمایی)
- صفحهٔ آخر
- در دوردست عقل
- گردوی چهارگوش
- شعر طنز امروز ایران (گزیده اشعار طنز معاصر ایران از شاعران مختلف، با همکاری ابراهیم نبوی)

### فیلمنامه‌نویسی
- غیرقابل پخش

### مجری‌گری
- الف پخش از شبکه شما
- چراغانی شبکه سه
- اثر انگشت
- قند پهلو (داور)
- خوبی از خودتونه[۵]
- چه خبر از جزیره؟
- من و صبا یهویی (رادیو)[۶]
- شبکه ما
- مسابقه ثانیه‌ها
- سر سفره خدا (شبکه نهال) ویژه برنامه ماه رمضان
- ماه طلایی ۱۴۰۰(شبکه نهال) ویژه برنامه ماه رمضان
- بگو بخند ۱۴۰۲(داور)

### بازیگری
- یک سطر واقعیت (به کارگردانی علی وزیریان)[۷]
- دودکش ۲
- نوار زرد ۲
- آتش در گلستان
- با خانمان

## حواشی
شهرام شکیبا مدعی است چون رهبری تأییدش کرده است، اجرای برنامه تلویزیون به او واگذار شده است.